# Cshorvon (Észak-Korea)
Cshorvon (hangul: 철원군, Cshorvon-kun, handzsa: 鐵原郡, RR: Ch'ŏrwŏn-kun, ’fém-eredet’) megye Észak-Koreában, Kangvon (Kangwŏn) tartományban. Kogurjo (Koguryŏ) idején alapították. Első ízben 1895-ben emelték megyei rangra.

## Földrajza
Északnyugatról Icshon (Ich'ŏn), északkeletről Phjonggang (P'yŏnggang), délkeletről a dél-koreai Kangvon (Gangwon) tartománybeli Cshorvon (Cheolwon) és a dél-koreai Kjonggi (Gyeonggi) tartománybeli Joncshon (Yeoncheon), délnyugatról a Keszong (Kaesŏng) városhoz tartozó Csangphung (Changp'ung), nyugatról az Észak-Hvanghe (Hwanghae) tartománybeli Thoszan (T'osan) határolja.
Legmagasabb pontja a 788 méter magas Tevangdokszan (대왕덕산; 大王德山, Taewangdŏksan).

## Közigazgatása
1 községből (up (ŭp)), 36 faluból (ri (ri)) áll:
| - Cshorvon-up (철원읍; 鐵原邑, Ch'ŏrwŏn-ŭp) - Kaszung-ri (가승리; 佳承里, Kasŭng-ri) - Kalhjon-ri (갈현리; 葛峴里, Karhyŏn-ri) - Kangszan-ri (강산리; 江山里, Kangsan-ri) - Komsza-ri (검사리; 檢寺里, Kŏmsa-ri) - Nemun-ri (내문리; 乃文里, Naemun-ri) - Tedzson-ri (대전리; 大田里, Taejŏn-ri) - Tomil-ri (도밀리; 道密里, Tomil-ri) - Tokkom-ri (독검리; 篤儉里, Tokkŏm-ri) - Rjonghak-ri (룡학리; 龍鶴里, Ryonghak-ri) - Rjudepho-ri (류대포리; 流大浦里, Ryudaep'o-ri) - Ripszok-ri (립석리; 立石里, Ripsŏk-ri) - Mabang-ri (마방리; 馬放里, Mabang-ri) - Madzsang-ri (마장리; 馬場里, Majang-ri) - Munam-ri (문암리; 文巖里, Munam-ri) - Miram-ri (밀암리; 蜜巖里, Miram-ri) - Panszok-ri (반석리; 斑石里, Pansŏk-ri) - Pengnoszan-ri (백로산리; 白鷺山里, Paengrosan-ri) - Pomak-ri (보막리; 洑幕里, Pomak-ri) | - Puap-ri (부압리; 浮鴨里, Puap-ri) - Szamsza-ri (삼사리; 三四里, Samsa-ri) - Szangmaszan-ri (상마산리; 上馬山里, Sangmasan-ri) - Szangha-ri (상하리; 上下里, Sangha-ri) - Szonghjon-ri (송현리; 松峴里, Songhyŏn-ri) - Sindzsin-ri (신진리; 新進里, Sinjin-ri) - Odong-ri (오동리; 梧桐里, Odong-ri) - Othan-ri (오탄리; 伍炭里, Ot'an-ri) - Öhak-ri (외학리; 外鶴里, Oehak-ri) - Voram-ri (월암리; 月巖里, Wŏram-ri) - Judzsong-ri (유정리; 楡井里, Yujŏng-ri) - Csothan-ri (저탄리; 楮灘里, Chŏt'an-ri) - Csoktong-ri (적동리; 積洞里, Chŏktong-ri) - Csokszan-ri (적산리; 積山里, Chŏksan-ri) - Csongdong-ri (정동리; 定洞里, Chŏngdong-ri) - Csunggang-ri (중강리; 中江里, Chunggang-ri) - Hasikcsom-ri (하식점리; 下食店里, Hasikchŏm-ri) - Höszan-ri (회산리; 回山里, Hoesan-ri) |

## Gazdaság
Cshorvon (Ch'ŏrwŏn) megye gazdasága állattartásra, gabonatermesztésre és zöldségtermesztésre épül.

## Oktatás
Cshorvon (Ch'ŏrwŏn) megye, kb. 28 általános és 23 középiskolának ad otthont.

## Egészségügy
A megye számos egészségügyi intézménnyel rendelkezik, köztük 1 megyei és kb. 30 helyi kórházzal.

## Közlekedés
A megye közutakon a szomszédos helységek felől közelíthető meg. A megye vasúti kapcsolatokkal nem rendelkezik.